# Argulus violaceus
Argulus violaceus is een visluizensoort uit de familie van de Argulidae. De wetenschappelijke naam van de soort is voor het eerst geldig gepubliceerd in 1925 door Thomsen.